# ウィリアム・ホルフォード
ホルフォード男爵、ウィリアム・グレアム・ホルフォード（William Graham Holford, Baron Holford、1907年3月22日 - 1975年10月17日）は、イギリスの都市計画家、建築家。南アフリカ出身。

## 生涯・人物
南アフリカ・ヨハネスブルグのベリアで生まれる。ホルフォード家は英国の炭鉱都市ランカスターの出であり、祖父は教会の牧師としてアフリカに移住し、父親は鉱山技術者であったが、ウィリアムが20歳の時に亡くなっている。母方の祖父筋は、海軍士官の家柄であった。南アフリカのイートン校とみなされる名門学校で教育を受ける。地元ケープタウンの大学を経てリヴァプール大学に入学し、建築・都市計画学を専攻。 1930年、首席で卒業する。建築・都市計画学のローマ・スカラーシップ制度を得てイタリアに赴く。3年間イタリア語を取得する傍ら、壁画の研究で同じく奨学生としてイタリアに滞在していた夫人と出会う。
1933年、母校の講師となる。1936年、29歳で、教授に就任。1937年には、パトリック・アバークロンビーの後任として、リヴァプール大学シビックデザイン学科の第3代「レバー教授」に就任。1939年、政府から英国中部テーム・バレーにある国所管の産業・工業団地のコンサルタントを依頼される。進出工場の配置利用や将来における敷地拡張、地形起伏の考慮などに配慮し計画されている。
1939年から1945年にかけて、軍需工場団地や住宅供給の建築家グループの支援指導、1943年からは、新設された都市・地域計画局の顧問を委嘱される。戦後は戦災復興計画のほか、1946年に制定されたニュータウン法による新都市建設のための基本指針の策定に尽力するほか、スティブネイジなどのニュータウン発足に協力する。また1947年には都市・国土計画条例制定に関与する。1948年に、再びアバクロンビーの後任として、ロンドン大学に移籍。同校の都市計画学の教授をつとめた。
1950年代に入ってから、2つの首都に関して関与する。ひとつはオーストラリア政府から、進展しない首都キャンベラの計画と開発に関しての報告を委嘱。また、1957年ブラジリア都市計画コンペティションで審査委員を務め、ルシオ・コスタのプランを選出した。1961年にはパタノスター・スクエアの再開発のために、セントポール寺院周辺の都市計画を依頼され、セントポール墓地とニュー・ゲート・ストリートの間の開発計画を立案し、1962年には、ピカデリー・サーカス周辺再開発を委嘱している。これらのうち、キャンベラとピカデリーは報告した提案は採用されず、セントポールのプランは竣工されたが、後に改めて観光開発されるにいたっている。
1963年、長年の都市に対する貢献により、RIBAゴールドメダルを受賞。1953年にナイト爵を授与されていたが、1965年にウィルソン政府の推薦で都市計画家としては初めて一代貴族爵位「カウンティ・オブ・サセックスにおけるケープタウンのホルフォード男爵」（Baron Holford, of Kemp Town in the County of Sussex）に叙され、貴族院議員に列する
建築作品には、テムズをへだてウエストミンスター寺院対岸にあるセントトーマス病院がある。ウエストミンスター寺院にある自身の記念碑には、建築家と記録されている。
パタノスター・スクエアやピカデリーサーカスの再開発など、英国での都市計画でつとに有名である。生まれ故郷南アフリカに関する都市計画は、プレトリア、ピーターマリツバーグ、ケープタウン、ヨハネスブルグなどの計画に携わったが、実施はなされなかった。
1975年、死去。